# Ramsa
Ramsa est une localité située dans le département de Séguénéga de la province du Yatenga dans la région Nord au Burkina Faso.

## Géographie
Ramsa se trouve à environ 20 km au nord-ouest du centre de Séguénéga, le chef-lieu du département, et à 45 km au sud-est de Ouahigouya.
La ville est traversée par la route nationale 15 mais cette dernière est fréquemment inondée par les débordements du lac du barrage de Séguénéga en saison des pluies et celles du lac du barrage de Guitti  en particulier sur le tronçon de la commune.

## Santé et éducation
Ramsa accueille un centre de santé et de promotion sociale (CSPS) tandis que le centre médical avec antenne chirurgicale (CMA) de la province se trouve à Séguénéga.
Le village possède deux écoles primaires publiques (écoles A et B).